# Karlo Radoničić
Karlo Radoničić (Trieszt, 1879. november 15. – Zágráb, 1935. november 12.), horvát orvos, akadémikus, egyetemi tanár, a Zágrábi Egyetem rektora.

## Élete és munkássága
1879-ben született Treisztben a kotori-öbölbeli Dobrotából származó prominens tengerész családokból származó szülőktől. Apja, Filip az ausztriai Lloyd Társaságnál volt hajóskapitány, anyja pedig Karolina Ivanović néven született. Az elemi iskolát olasz nyelven végezte Triesztben. Apja nyugdíjba vonulása után családjával visszaköltözött szülőhelyére, Dobrotára. Édesapja 1897 és 1905 között Kotor polgármestere volt, és Radoničić is itt fejezte be a középiskolát, ahol kiváló eredménnyel végzett. 1899-től a Bécsi Egyetemen orvosi tanulmányokat kezdett folytatni és 1905-ben orvosi diplomát szerzett.
Bécsben végzett orvosi tanulmányai és belgyógyászati szakosodása után klinikai asszisztensként dolgozott Bécsben és Innsbruckban. Első tudományos közleményeit a „Wiener klinische Wochenschrift” és a „Medizinische Klinik” folyóiratokban publikálta. Társszerzője volt az első olyan klinikai munkának, amely a termopenetráció terápiás célú alkalmazását javasolja, új fizikai módszert hozva létre a diatermia kezelésben.
Az első világháború idején mozgósították. Orvosként Bécsben maradt, ahol Eiselberg professzor klinikájának radiológiai osztályát vezette. A 2-es tuberkulózis klinikai osztály főorvosa és a bécsi 2-es számú katonai kórház főorvosa volt. 1919. május 22-én kinevezték a Zágrábi Egyetem Orvosi Karának első rendes belgyógyász professzorává. Az év végén Zágrábba költözött és megalapította a Belgyógyászati Klinikát, amelyet élete végéig vezetett. A máj kórélettanával és a középagy patológiájával foglalkozott.
Az Orvostudományi Kar dékánja (1926–27 és 1930–32), a Zágrábi Egyetem rektora (1920–21), a Horvát Orvosi Társaság elnöke (1927–30) volt. 1927-ben az 1927-1929 közötti időszakra a zágrábi Horvátországi, Szlavóniai és Muravidéki Orvosi Kamara alelnökévé választották. Szorgalmazta az Egészségügyi Központ felépítését. 1930-tól a Jugoszláv Tudományos és Művészeti Akadémia (JAZU) levelező tagja volt. 1935. január 13-án a Bokai Haditengerészet Társaság közgyűlésén a Bokai Haditengerészet admirálisává választották. 1935. november 12-én érelmeszesedés következtében kialakult agyvérzésben halt meg. Dobrotán a családi sírboltban temették el.

## Fordítás
Ez a szócikk részben vagy egészben  a   Karlo Radoničić című horvát Wikipédia-szócikk ezen változatának fordításán alapul.  Az eredeti cikk szerkesztőit annak laptörténete sorolja fel. Ez a jelzés csupán a megfogalmazás eredetét és a szerzői jogokat jelzi, nem szolgál a cikkben szereplő információk forrásmegjelöléseként.